# UFC Fight Night: Overeem vs. Volkov
UFC Fight Night: Overeem vs. Volkov (även UFC Fight Night 184, UFC on ESPN+ 42 och UFC Vegas 18) var en MMA-gala anordnad av UFC. Den ägde rum 6 februari 2021 vid UFC APEX i Las Vegas, NV, USA.

## Bakgrund
Huvudmatchen var en tungviktsmatch mellan Strikeforce före detta tungviktsmästare Alistair Overeem och Bellators före detta tungviktsmästare Aleksandr Volkov.

## Ändringar
Före detta flugviktsmästaren Nicco Montaño skulle ha mött Karol Rosa, men veckorna innan matchen ströks Montaño från kortet och ersattes av Joselyne Edwards.
På själva matchdagen fick en fjäderviktsmatch mellan Askar Askar och Cody Stamann strykas då Askar inte fick läkarnas godkännande att tävla.

### Invägning
Vid invägningen strömmad via Youtube vägde utövarna följande:

## Resultat

### Bonusar
Följande MMA-utövare fick bonusar om 50 000 USD vardera:
- Fight of the Night: Diego Ferreira vs. Beneil Dariush
- Performance of the Night: Aleksandr Volkov och Cory Sandhagen